# جيمي سانتوس (عازف جاز)
جيمي سانتوس (بالإسبانية: Jimmy Santos)‏ هو عازف جاز أوروغواياني، ولد في 1953 في مونتفيدو في الأوروغواي.